# Östgöten

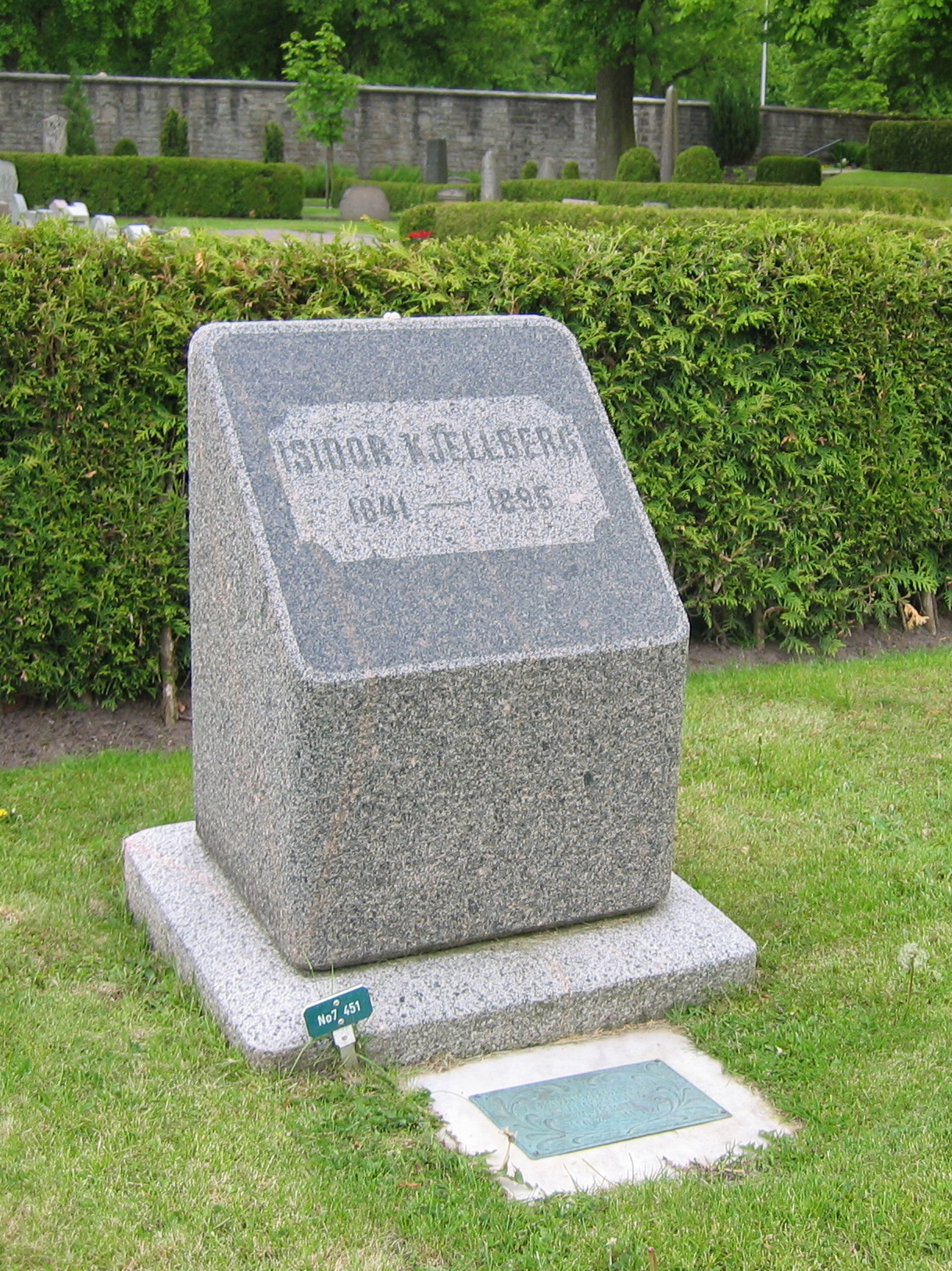
Isidor Kjellbergs grav i Linköping.

Östgöten eller Östergötlands aftonblad var en ursprungligen liberal tidning som började ges ut 1873 i Linköping, i opposition mot den mer konservativa Östgöta Correspondenten.

## Historik
Efter att några provnummer hade utsänts hösten 1872, utkom tidningen från nyåret 1873 regelbundet med två nummer i veckan, från 1890 med tre, från 1894 med fyra och från 1900 med sex. Tidningens grundläggare var Isidor Kjellberg (1841–1895). Hans personliga skrivsätt och radikala åsikter gjorde tidningen livligt uppmärksammad och den fick med tiden en betydande spridning. Efter hans död redigerades tidningen av hans son Hugo Emil Kjellberg (född 1875) till februari 1902 och sedan från september 1905 till februari 1910. Han efterträddes av John Hanzén (född 1873), som fortsatte att utveckla tidningen i liberal riktning 1910–1935. Tidningen ägdes av aktiebolaget Östgöten, som grundades 1901 med ett aktiekapital om 100 000 kronor. Bolaget drev även boktryckeri och förlag. Tidningen hade 1922 en upplaga om cirka 12 000 exemplar och prenumeration kostade då 16 kronor per år.
1935 bytte Östgöten parti från liberalerna till socialdemokraterna, under de nya redaktörerna Henning Thylin (1935–1941), Rolf Edberg (1941–1945) och Hilmer Johanson (1945–1962).
Tidningen köptes 1966 av socialdemokratiska Östergötlands Folkblad (Folkbladet) i Norrköping och bildade då gemensamt den nya tidningen Folkbladet Östgöten (FÖ). 1966–1981 var Östgöten inte en självständig tidning utan en del Folkbladet Östgöten.
Östgöten återskapades 1981 se Östgöten  men upphörde att komma ut under eget tidningsnamn den 31 december 1997.
Östgötens siste ledarskribent Torbjörn Gustavsson fortsatte skriva i Folkbladet till 1999, då han blev politisk (s) krönikör i borgerliga Östgöta Correspondenten i Linköping.